# غويليرمي كامبوس
غويليرمي كامبوس (بالبرتغالية: Guilherme Campos‏) هو مجدف برازيلي، ولد في 24 مايو 1955.

## وصلات خارجية
- غويليرمي كامبوس على موقع الاتحاد الدولي للتجديف (الإنجليزية)
- غويليرمي كامبوس على موقع أوليمبيديا (الإنجليزية)